# Campeonato Europeu de Corrida de Montanha
O Campeonato Europeu de Corrida de Montanha (em inglês: European Mountain Running Championships) é uma corrida anual de corrida de montanha. Inaugurado em 2002, é organizado pela Associação Europeia de Atletismo em julho de cada ano. O local para os campeonatos é alterado a cada ano. 
A história da competição encontra-se no Troféu Europeu de Corrida de Montanha (em inglês: European Mountain Running Trophy), que foi realizado pela primeira vez em 1995. Uma edição não oficial foi realizada em 1994 e reconhecida no ano seguinte. Foi organizado inicialmente pela Associação Mundial de Corrida de Montanha entre 1995 e 2001, ano em que a AEA apresentou o Campeonato Europeu de Corrida de Montanha. 

## Edições celebradas
| I edição     | 1995 | Valleraugue, Gard           | França      | 15 de julho |  |  |  |
| II edição    | 1996 | Llanberis, País de Gales    | Reino Unido | 13 de julho |  |  |  |
| IIII edição  | 1997 | Ebensee, Oberösterreich     | Áustria     | 6 de julho  |  |  |  |
| IV edição    | 1998 | Sestriere, Piemonte         | Itália      | 15 de julho |  |  |  |
| V edição     | 1999 | Bad Kleinkirchheim, Kärnten | Áustria     | 4 de julho  |  |  |  |
| VI edição    | 2000 | Międzygórze, Dolnośląskie   | Polónia     | 2 de julho  |  |  |  |
| VII edição   | 2001 | Cerklje, Gorenjska          | Eslovênia   | 1 de julho  |  |  |  |
| VIII edição  | 2002 | Câmara de Lobos, Madeira    | Portugal    | 7 de julho  |  |  |  |
| IX edição    | 2003 | Trento, Trentino-Alto Adige | Itália      | 6 de julho  |  |  |  |
| X edição     | 2004 | Korbielów, Silésia          | Polónia     | 4 de julho  |  |  |  |
| XI edição    | 2005 | Heiligenblut, Caríntia      | Áustria     | 10 de julho |  |  |  |
| XII edição   | 2006 | Úpice, Hradec Králové       | Chéquia     | 2 de julho  |  |  |  |
| XIII edição  | 2007 | Cauterets, Altos Pirenéus   | França      | 8 de julho  |  |  |  |
| XIV edição   | 2008 | Zell, Baden-Württemberg     | Alemanha    | 12 de julho |  |  |  |
| XV edição    | 2009 | Telfes, Tirol               | Áustria     | 12 de julho |  |  |  |
| XVI edição   | 2010 | Sapareva Banya, Kyustendil  | Bulgária    | 4 de julho  |  |  |  |
| XVII edição  | 2011 | Uludağ, Bursa               | Turquia     | 9 de julho  |  |  |  |
| XVIII edição | 2012 | Pamukkale, Denizli          | Turquia     | 7 de julho  |  |  |  |
| XIX edição   | 2013 | Borovets, Sófia             | Bulgária    | 6 de julho  |  |  |  |
| XX edição    | 2014 | Gap, Altos Alpes            | França      | 12 de julho |  |  |  |
| XXI edição   | 2015 | Porto Moniz, Madeira        | Portugal    | 4 de julho  |  |  |  |
| XXII edição  | 2016 | Arco, Trento                | Itália      | 2 de julho  |  |  |  |
| XIII edição  | 2017 | Kamnik, Alta Carníola       | Eslovênia   | 8 de julho  |  |  |  |
|              |      |                             |             |             |  |  |  |

## Medalhistas
Todos os resultados no site da Associação Europeia de Atletismo. 

### Masculino
| Ano  | Ouro                  | Tempo    | Prata             | Tempo    | Bronze            | Tempo    |
| ---- | --------------------- | -------- | ----------------- | -------- | ----------------- | -------- |
| 1994 | Andrea Agostini       | 41:09:00 | Lucio Fregona     | 41:33:00 | Fabio Ciaponi     | 41:43:00 |
| 1995 | Helmut Schmuck        | 56:53:00 | Antonio Molinari  | 57:25:00 | Davide Milesi     | 58:00:00 |
| 1996 | Jaime de Jesus Mendes | 01:03:16 | Thierry Breuil    | 01:03:32 | Lucio Fregona     | 01:04:00 |
| 1997 | Helmut Schmuck        | 49:46:00 | Antonio Molinari  | 50:48:00 | Peter Schatz      | 50:56:00 |
| 1998 | Antonio Molinari      | 53:02:00 | Andrew Pearson    | 53:44:00 | Marco De Gasperi  | 53:58:00 |
| 1999 | Antonio Molinari      | 52:17:00 | Arnaud Fourdin    | 52:34:00 | Richard Findlow   | 53:20:00 |
| 2000 | Massimo Galliano      | 50:22:00 | Richard Findlow   | 50:56:00 | Antonio Molinari  | 51:03:00 |
| 2001 | Antonio Molinari      | 49:47:00 | Martin Bajcicák   | 50:01:00 | Raymond Fontaine  | 50:14:00 |
| 2002 | Alexis Gex-Fabry      | 56:37:00 | Marco De Gasperi  | 56:55:00 | Abdülkadir Türk   | 57:52:00 |
| 2003 | Marco Gaiardo         | 01:06:05 | Helmut Schmuck    | 01:07:13 | Róbert Krupicka   | 01:07:31 |
| 2004 | Marco De Gasperi      | 44:06:00 | Florian Heinzle   | 45:05:00 | Marco Gaiardo     | 45:10:00 |
| 2005 | Florian Heinzle       | 01:11:36 | Helmut Schiessl   | 01:12:16 | Marco De Gasperi  | 01:12:35 |
| 2006 | Marco Gaiardo         | 57:42:00 | Selahattin Selçuk | 57:50:00 | Julien Rancon     | 57:59:00 |
| 2007 | Ahmet Arslan          | 01:08:39 | Marco De Gasperi  | 01:08:50 | Marco Gaiardo     | 1:09.09  |
| 2008 | Ahmet Arslan          | 50:01:00 | Bernard Dematteis | 50:29:00 | Marco De Gasperi  | 50:57:00 |
| 2009 | Ahmet Arslan          | 58:26:00 | Marco De Gasperi  | 59:09:00 | Sebastien Epiney  | 59:19:00 |
| 2010 | Ahmet Arslan          | 46:14:00 | Martin DeMatteis  | 46:40:00 | Marco De Gasperi  | 47:19:00 |
| 2011 | Ahmet Arslan          | 58:08:00 | Gabriele Abate    | 58:40:00 | Bernard Dematteis | 59:41:00 |
| 2012 | Ahmet Arslan          | 49:46:00 | Ercan Muslu       | 49:57:00 | Ionut-Alin Zinca  | 50:19:00 |
| 2013 | Bernard DeMatteis     | 56:30:00 | Alex Baldaccini   | 57:35:00 | Ahmet Arslan      | 57:47:00 |
| 2014 | Bernard DeMatteis     | 56:10:00 | Robbie Simpson    | 56:19:00 | Martin DeMatteis  | 56:32:00 |
| 2015 | Johan Bugge           | 01:02:35 | David Schneider   | 01:02:49 | Alex Baldaccini   | 01:02:56 |
| 2016 | Martin DeMatteis      | 53:33:00 | Bernard DeMatteis | 53:34:00 | Ahmet Arslan      | 54:09:00 |
| 2017 | Xavier Chevrier       | 01:02:51 | Luis Saraiva      | 01:03:34 | Francesco Puppi   | 01:03:35 |

### Feminino
| Ano  | Ouro                     | Tempo    | Prata                  | Tempo    | Bronze                      | Tempo    |
| ---- | ------------------------ | -------- | ---------------------- | -------- | --------------------------- | -------- |
| 1994 | Nives Curti              | 30:28:00 | Anna Baloghová         | 30:57:00 | Lucy Wright                 | 32:17:00 |
| 1995 | Eroica Spiess            | 01:05:17 | Cristina Moretti       | 01:05:20 | Carolina Reiber             | 01:07:32 |
| 1996 | Isabelle Guillot         | 53:09:00 | Maria Grazia Roberti   | 53:22:00 | Nives Curti                 | 53:59:00 |
| 1997 | Eroica Spiess            | 49:26:00 | Carol Greenwood        | 50:06:00 | Isabella Crettenand-Moretti | 50:22:00 |
| 1998 | Rosita Rota Gelpi        | 34:58:00 | Flavia Gaviglio        | 35:47:00 | Pierangela Baronchelli      | 36:14:00 |
| 1999 | Izabela Zatorska         | 55:37:00 | Angela Mudge           | 57:18:00 | Johanna Baumgartner         | 57:34:00 |
| 2000 | Izabela Zatorska         | 33:38:00 | Birgit Sonntag         | 33:53:00 | Rosita Rota Gelpi           | 34:17:00 |
| 2001 | Svetlana Demidenko       | 56:30:00 | Angela Mudge           | 57:08:00 | Catherine Lallemand         | 57:28:00 |
| 2002 | Svetlana Demidenko       | 39:59:00 | Catherine Lallemand    | 41:05:00 | Anna Pichrtová              | 42:01:00 |
| 2003 | Catherine Lallemand      | 43:48:00 | Angela Mudge           | 44:01:00 | Antonella Confortola        | 44:30:00 |
| 2004 | Anna Pichrtová           | 34:50:00 | Andrea Mayr            | 36:27:00 | Rosita Rota Gelpi           | 36:43:00 |
| 2005 | Andrea Mayr              | 01:07:42 | Anna Pichrtová         | 01:09:38 | Angéline Joly               | 01:10:44 |
| 2006 | Anna Pichrtová           | 41:28:00 | Mateja Kosovelj        | 42:12:00 | Vittoria Salvini            | 43:32:00 |
| 2007 | Anita Håkenstad Evertsen | 51:45:00 | Anna Pichrtová         | 52.34:00 | Kirsten Melkevik Otterbu    | 52:05:00 |
| 2008 | Elisa Desco              | 40:00:00 | Constance Devillers    | 40:18:00 | Sarah Tunstall              | 40:48:00 |
| 2009 | Martina Strähl           | 54:39:00 | Valentina Belotti      | 55:28:00 | Andrea Mayr                 | 56:55:00 |
| 2010 | Marie-Laure Dumergues    | 39:13:00 | Valentina Belotti      | 39:29:00 | Elena Nagovitsyna           | 39:44:00 |
| 2011 | Martina Strähl           | 48:44:00 | Antonella Confortola   | 49:09:00 | Lucija Krkoc                | 49:25:00 |
| 2012 | Monika Fürholz           | 39:54:00 | Nadezhda Leshchinskaya | 40:03:00 | Pavla Schorna Matyasova     | 40:07:00 |
| 2013 | Andrea Mayr              | 51:49:00 | Valentina Belotti      | 52:54:00 | Mateja Kosovelj             | 53:08:00 |
| 2014 | Andrea Mayr              | 39:43:00 | Mateja Kosovelj        | 40:53:00 | Sabine Reiner               | 41:03:00 |
| 2015 | Andrea Mayr              | 50:40:00 | Eli-Anne Dvergsdal     | 53:05:00 | Emma Clayton                | 53:36:00 |
| 2016 | Emily-Grace Collinge     | 43:41:00 | Alice Gaggi            | 44:08:00 | Sara Bottarelli             | 44:24:00 |
| 2017 | Maude Mathys             | 49:30:00 | Sarah Tunstall         | 50:51:00 | Andrea Mayr                 | 51:43:00 |